# Diana Vickers
Diana Vickers (Blackburn, 30 luglio 1991) è una cantante e attrice britannica.
Diana è diventata famosa grazie al talent show britannico X Factor nel 2008, dove è arrivata in semifinale posizionandosi quarta. Nel gennaio del 2009 ha firmato un contratto discografico con l'etichetta RCA Records con la quale ha iniziato a lavorare sul suo album di debutto, intitolato Songs from the Tainted Cherry Tree, tra il gennaio e il settembre del 2009.
Il suo singolo di debutto, "Once", è stato pubblicato il 19 aprile 2010 e l'album il 3 maggio dello stesso anno. "Once" è entrato nella classifica dei singoli del Regno Unito alla prima posizione. Nella primavera parte anche con il suo primo tour: il Songs from the Tainted Cherry Tree Tour, concluso poi a novembre. Il secondo singolo, "The Boy Who Murdered Love", è stato pubblicato il 19 luglio 2010 ed è entrato alla #36.
Nell'estate 2010 l'album è stato pubblicato anche in Germania, Polonia, Australia e Corea del Sud. Nell'ottobre del 2010 è stato pubblicato anche il terzo singolo dall'album: My Wicked Heart, che ha raggiunto la #13 in patria.
Nel settembre del 2013 è prevista la pubblicazione del suo secondo album Music to Make Boys Cry.

## Discografia

### Album
- 2010 – Songs from the Tainted Cherry Tree
- 2013 – Music to Make Boys Cry

### EP
- 2010 – iTunes Live - London Festival 2010: Diana Vickers

### Singoli
- 2008 – Hero (con i finalisti di X-Factor)
- 2010 – Once
- 2010 – The Boy Who Murdered Love
- 2010 – My Wicked Heart
- 2013 – Cinderella
- 2013 – Music to Make Boys Cry